# Sten Lundin

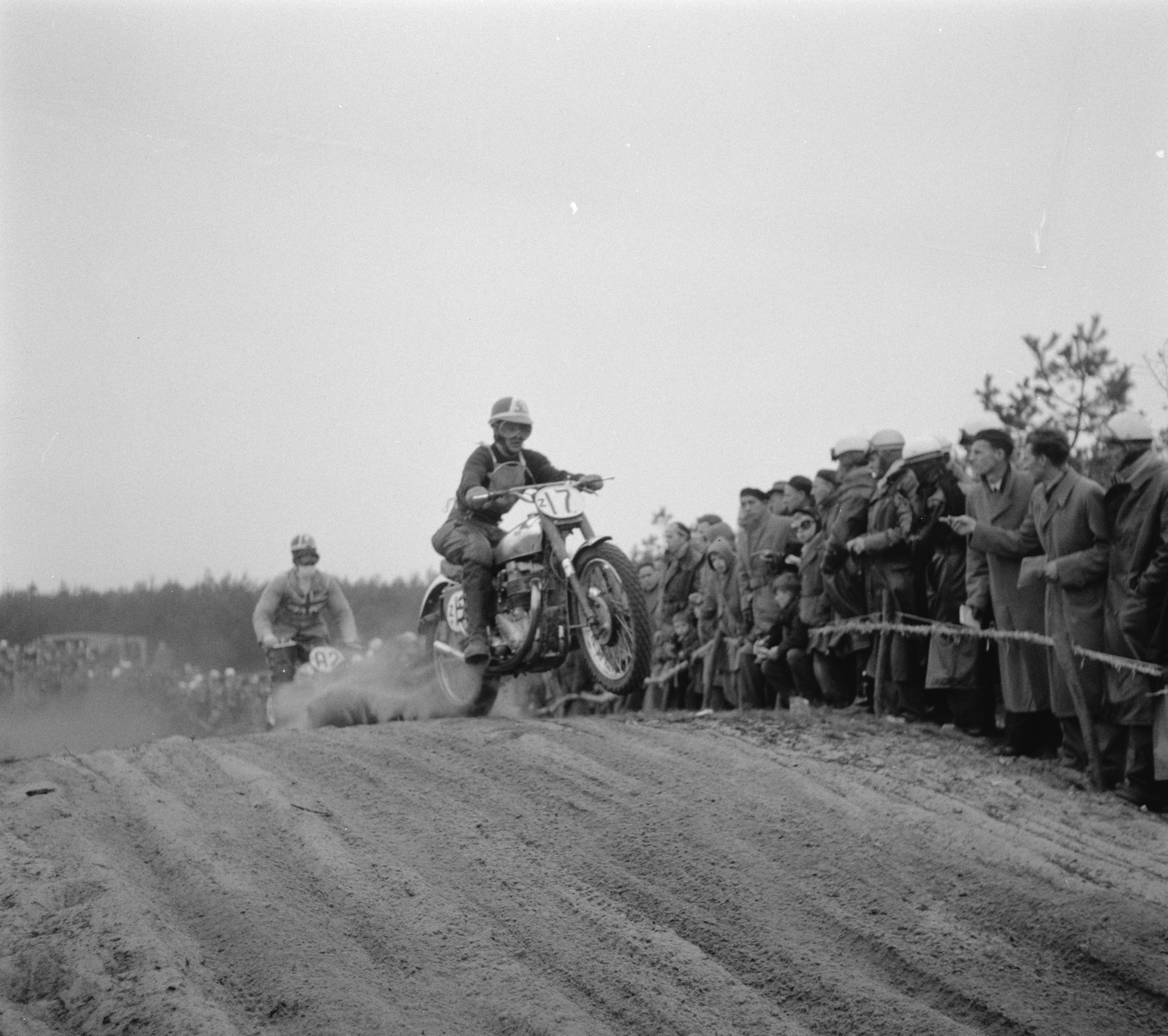
Sten Lundin vid tävlingar i Boekel, Nederländerna i april 1956.

Sten "Storken" Lundin, född 20 november 1931, död 3 juni 2016, var en svensk dubbel världsmästare i motocross 500 cc, 1959 på märket Monark och 1961 på märket Lito. Han blev också fyrfaldig lag-världsmästare i motocross (1955, 1958, 1961 och 1962). Lundin delade Svenska Dagbladets guldmedalj 1961 med speedwayföraren Ove Fundin.
Lundin vann åren 1955–61 tre SM-guld individuellt i klassen 500 cc. Han tävlade för Uppsala MCK.

## Källhänvisningar
1. ↑  ”Bragdguldvinnaren Sten Lundin är död”. Expressen. 4 juni 2016. http://www.expressen.se/sport/motor/bragdguldvinnaren-sten-lundin-ar-dod/. Läst 4 juni 2016.
2. 1 2 3  "Sten (”Storken”) Lundin". NE.se. Läst 3 december 2014.
3. 1 2  "Sten "Storken" Lundin presenteras!". Uppsalamck.se, 2012-01-19. Läst 3 december 2014.
4. ↑  "Samtliga medaljörer". NE.se. Läst 3 december 2014.  [inloggning kan krävas]